# 春日千春
春日 千春（かすが ちはる、1934年2月6日 - 2016年10月16日、男性）は、日本のテレビプロデューサー。最終的な役職は大映テレビ顧問。大映テレビ制作の多くのテレビドラマにおいて、企画・プロデューサーを務めた。

## 来歴
長野県上伊那郡高遠町（現：伊那市）にて、5人兄弟の末っ子として出生。兄弟の上が4人とも男子で、両親は「今度こそ女の子を」と願っていたが、5人目も男子と分かるや父親はやけ気味に、当時まだ幼かったすぐ上の四男に「この中から好きなのを選べ」と命名の候補を見せて、四男が選んだのが「千春」だった。
小学1年生の時に、医師の大叔父が居た千葉県夷隅郡大多喜町に転居。旧制千葉県立千葉中学校（現：千葉県立千葉中学校・高等学校）に入学。通学のために千葉県千葉郡津田沼町（現：習志野市）に転居した。映画研究部に入部し、映画を観まくるという高校生活を送った。千葉市内の全映画館から入場券をもらってそれを学校内で割引で売り、そのコネで全映画館顔パスで入場していた。
大学進学時に、親兄弟からは大叔父を継いで医者を目指せと言われていたが、それを聞くことなく、早稲田大学文学部演劇学科に進学。「稲門シナリオ研究会」に入り、時代劇から名作映画まで様々なシナリオを読み続けるという学生生活を送る。
大学卒業後は、色々な会社のPR映画製作を手掛けていた「三井芸術プロダクション」に入社。当時から自分の好きなように作りたいという考えが旺盛だった春日は、「大きな映画会社に入っても、最初は下積みや助監督からになるので、それよりはもっと小さな会社から」といったことが入社理由だった。しかし当時の会社では、周りが下積みばかりのスタッフだったのに対して、春日は医師の家柄通り金持ちに見える格好が多く、浮いたように見えたことが多かったという。
その後、稲門シナリオ研究会の先輩が設立した会社「日本ビデオ」に、先輩から誘われて入社。1962年、28歳でプロデューサーデビュー。初プロデュース作品は「朱と緑」（日本テレビ）で、主演は千葉高校・早稲田大学文学部演劇学科の先輩に当たる宇津井健だった春日と宇津井は、その後「ザ・ガードマン」や「赤いシリーズ」などの作品で仕事を共にすることとなる。
1963年に日本ビデオが倒産。プロデュース3作目となった「哀愁の園」のTBS側担当者だった瀬口城一郎は、春日のその姿勢を気に入って、日本ビデオ倒産後まもなくして当時の大映のテレビ室長の武田昌夫に春日を紹介、大映に入社し、テレビ室に配属することになった。大映テレビ室配属後は、プロデューサーとして野添和子とのツートップで牽引する存在となる（作品1本の仕事に集中して掛け持ちが利かなかったタイプの野添と違い、春日は1970年頃から既に週2 - 3本の掛け持ちはざらといった形で仕事をしていた）。大映テレビ室のプロデューサーとして初プロデュースとなったのは「水の炎」（日本テレビ）。
その後も大映および大映から分社した大映テレビにて100本を超える作品のプロデュース・企画を手掛ける。1985年には、社団法人全日本テレビ番組製作社連盟主催 第2回「作り手が選ぶTVグランプリ」個人賞を受賞。春日の元で常連的に起用される俳優・スタッフ陣は「春日学校」とも言われ、その一人の梅宮辰夫は「俺は春日学校の生徒」とも公言している。
しかし1989年以降、1990年代には、テレビドラマにおける時代の変化もあって、連続ドラマのプロデュース作品を1本も持たない時期が出て来た。それでも取締役という立場上、社員やスタッフを養わなくてはいけなかったという責任から、全盛期に比べて本数は減ったもののテレビドラマのプロデュースを続けて来たが、2001年に心臓疾患で入院したことから、健康面の問題も考えた上でプロデューサーからの引退を決意。同年に取締役などすべての役職から退任、引き続き顧問として大映テレビに残った。
2016年10月16日、死去。翌年2017年4月、大映テレビゆかりの俳優、スタッフらが集まり「大映テレビ春日千春プロデューサー感謝の会」が行われた。

## 人物
子供の頃は、夕方になるとやって来る紙芝居に夢中になり、見ていた紙芝居は怪談が最も多かったという。これに前後して大衆小説や冒険小説、講談、浪花節にも熱中していた。小説は佐藤紅緑、岩田豊雄、海野十郎、白井喬二、江戸川乱歩、南洋一郎などを、講談は「塚原卜伝」「槍の権左」など英雄ものや豪傑ものを、浪花節は広沢虎造を好んでいた。これがその後のドラマ製作にも影響しており、ドラマのストーリーを考える上で、発想の原点をこれら幼少時に親しんだ講談本や紙芝居であるとして、特徴的なナレーションは紙芝居の口上に当たるものと語っており、大げさな台詞とともに（放映時間が夕食の後片付けの時間帯と重なるという理由から）テレビ画面から目を離しても、音声だけでドラマの展開が分かるようにとの配慮したという。そのために必要以上に画に凝ったりはせず、解りにくい部分は画面とナレーションによる説明で補完するという信念を持っていた。また、クライマックスに差し掛かった時に「つづく」として切り、勿体を付けるという手法も、紙芝居が原点になっているとも話している。「連続ドラマは火を点けるまでが勝負。一度火が点いて大きく燃えたら、あとは余熱で最後まで押して行ける」といったことをモットーとして「ドロドロさを加味するのが好き」とも話している。また、ドラマは「水物」として「自分が作った連続ドラマで、始まった時点で結末を決めていたものは無い」、「細かい所は少々、辻褄が合わなくてもいい」という考えを持っていた。
カメラアングルにおいても、映画においては1970年代の頃には引きのアングルや、ワンシーンワンカットという長尺の手法が多かったが、春日は「映画的手法はテレビというメディアに合わない」としてこれを嫌い、逆に寄りの画を多用することを要求。こうすれば、「台詞も一部だけカットするなど『抜き』がしやすくなり、尺調も合わせやすい」としていた。『おくさまは18歳』の頃に、この「映画的手法」から決定的に決別したとしている。映像面での責任は監督にあり、そこにプロデューサーは必要以上に介入すべきではないという考えを持っていた。
この一方で台本については、「台本を読んで印象を持ったり批評したりしない」という考えを持ち、後輩プロデューサー達には「台本作りはプロデューサーが責任を持て。台本を書き替えてもらいたかったったら、自分の案と根拠を具体的に示してそれを誠実に伝えろ」といったことを伝えていた。
「水の炎」（1964年）「愛のサスペンス劇場」（1975年）などにおいて一緒に仕事をした日本テレビプロデューサーの小坂敬（春日とは同じ高校の同級生）は、当時の春日について「当時はテレビ局側の要求にどうしても制作会社側が押し切られるのが普通だったが、彼は言いたいことを次々言って、自分がこうと決めたスタッフや俳優の人選はまず引っ込めなかった」と話している。
普段はめったに撮影現場に姿を見せなかった。こういったことから、同じ大映テレビプロデューサーの柳田博美は「主役はこの子でやれと、新人を連れて来ておいて自分は現場に来ないから監督も困っちゃう。それでも春日さんはどんどん企画を通しては当てていくし、主役にした子は必ずまた起用してフォローするのだから偉いもんだった」といったことを話している。ただ『おんな風林火山』については春日も肝いりの作品だったこともあって、この現場を視察しに来たことがあった。このようにヒットメーカーであった時期においては「天皇」と呼ばれていたこともあった。
荒唐無稽な台詞の連続に抵抗したり躊躇したりしている俳優には「役者である限り、この台詞が言えない、は無いだろう。私たちが時間をかけて作った台本を、表現するのは役者の仕事」と言い切り、『おくさまは18歳』主演の岡崎友紀には「どんなにアホな役でも、一生懸命やってなかったらそれは見ている人にもわかる」と言ってやる気を促していたという。
伊藤麻衣子（いとうまい子）、フローレンス、杉浦幸らの女優を主演に起用した理由としては「まだ芸能界の水に染まっていないような女優を主役に据える」という手法からで、「ストーリーの骨格がちゃんとしていて、脇を固める俳優陣がしっかりしていれば、主演は中途半端に演技が出来る人よりはかえってド素人のような人がいい」というモットーを持っていた。また春日は、いとうや杉浦の当時の風貌を「タヌキ顏」と形容しており、『「スクール★ウォーズ」を作った男』著者の山中伊知郎からも「タヌキ顔がお好みだったようだ」といった証言がある。
大映ドラマ常連キャストの石井めぐみは、生前の春日を「スマートでオシャレな方」と評している。

## 担当作品
（）
| 1960年代 - 朱と緑（日本テレビ） - せんせい (TBS) - 哀愁の園 (TBS) - 娘の結婚（日本テレビ） - 水の炎（日本テレビ） - 狼のうた (TBS) - 捜査検事 (TBS) - 東京警備指令 ザ・ガードマン (TBS) - 氷壁（日本テレビ） - 暢気眼鏡 (TBS) - 夜の主役（日本テレビ） - 大和魂くん (TBS) - さすらい (TBS) 1970年代 - 火曜日の女シリーズ（日本テレビ） - 美しき獲物 - 逃亡者 －この街のどこかで－ - 蘭の殺人 - おんな友だち - あの子が死んだ朝 - 黒いオパール - おくさまは18歳 (TBS) - 美人はいかが?（TBS) - なんたって18歳! (TBS) - ママはライバル (TBS) - まごころ (TBS) - アイちゃんが行く!（フジテレビ） - GO!GOスカイヤー（フジテレビ） - 土曜日の女シリーズ・明日に喪服を（日本テレビ） - ラブラブライバル (TBS) - ニセモノご両親 (TBS) - 白い牙（日本テレビ） - 赤いシリーズ (TBS) - 赤い迷路 - 赤い運命 - 赤い絆 - 赤い魂 - TOKYO DETECTIVE 二人の事件簿（朝日放送） - 新・二人の事件簿 暁に駆ける（朝日放送） - 愛のサスペンス劇場（日本テレビ） - 霧の神話 - 一年半待て - 美しき罠 - 夜明けの刑事（TBS 第87話から） - 新・夜明けの刑事 (TBS) - 明日の刑事 (TBS) - 人はそれをスキャンダルという (TBS) - 薔薇海峡 (TBS) - 噂の刑事トミーとマツ (TBS) | 1980年代 - 土曜ワイド劇場（テレビ朝日・朝日放送） - 危険な愛情 - 沈黙の目撃者・ラブホテル殺人事件 - ビキニライン殺人事件 - 円周率πの殺人 - Xマスには死化粧を! 光の国のアリス連続殺人 - ザ・サスペンス (TBS) - 松本清張の「内海の輪」 - 逆流 認知殺人事件 - 松本清張の「時間の習俗」 - 消えたスクールバス - 後鳥羽伝説殺人事件 - 十津川警部シリーズ（全5作） - 温情判事 - 松本清張の「馬を売る女」 - 偽造の太陽 - 悪魔のような完全犯罪 - ガラスの絆・人工受精殺人事件 - 残酷な旅路 - 松本清張の「共犯者」 - 猟人日記 - 仮面の誘惑 - 山之内家の惨劇 - 闇のよぶ声 - 黄金流砂 - 私の愛した女 - 影の複合 - 松本清張の「突風」 - 鳥取砂丘殺人事件 - 処女が見た - 九州殺人行 - 消えた日曜日 - 啜り泣く石 - 狙われた女教師 - 強情な女 - 陰の告発者 - 秘密のデカちゃん (TBS) - だんなさまは18歳 (TBS) - 婦警さんは魔女 (TBS) - 高校聖夫婦 (TBS) - 少女が大人になる時 その細き道 (TBS) - 不良少女とよばれて (TBS) - ぼくたちの疾走 (TBS) - 泣き虫先生の七年戦争 スクール☆ウォーズ (TBS) - 青い瞳の聖ライフ（フジテレビ） - 乳姉妹 (TBS) - スタア誕生（フジテレビ） - ヤヌスの鏡（フジテレビ） - ポニーテールはふり向かない (TBS) - 花嫁衣裳は誰が着る（フジテレビ） - おんな風林火山 (TBS) - このこ誰の子?（フジテレビ） - 天使のアッパーカット (TBS) - 水曜ドラマスペシャル・山陰殺人事件 (TBS) - アリエスの乙女たち（フジテレビ） - プロゴルファー祈子（フジテレビ） - ザ・スクールコップ（フジテレビ） - こまらせないで!（フジテレビ） | 1990年代 - 火曜スーパーワイド・処女出産! 男と少女のひな祭り（テレビ朝日） - 土曜ワイド劇場（テレビ朝日） - 真夏の女子高生連続殺人 甘くてあぶないぼくとぼくらの夏 - 眠りの森の美女殺人事件 - 写楽殺人事件 - スクールウォーズ2 (TBS) - ララバイ刑事（テレビ朝日） - 本当にあった怖い話（テレビ朝日）- 1992年4月27日、1992年6月8日、1992年7月20日、1992年9月7日 - 月曜ドラマスペシャル・小児外科病棟 あしたまたね! (TBS) - 赤い迷宮 (TBS) - カミング・ホーム (TBS) - いつの日かその胸に (TBS) - ハンガリア舞曲をもう一度 愛と死の決断!（テレビ朝日） - 青い鳥症候群（テレビ朝日） |

## 関連書籍
- 「スクール★ウォーズ」を作った男（山中伊知郎、洋泉社、2004年、 ISBN 4-8969-1792-8）